# Carlos Tubino
Carlos Mario del Carmen Tubino Arias-Schreiber (Lima, 1 de agosto de 1949) es un político y vicealmirante en retiro peruano. Fue congresista de la República en representación de Ucayali por dos periodos: 2011-2016 y 2016-2019.

## Primeros años
Nació en Lima en 1949. Hijo de José Tubino Mongilardi y Julia Arias-Schreiber Adalid. Por línea paterna, es sobrino de Fidel Tubino Mongilardi, quien fue rector de la Pontificia Universidad Católica del Perú. Por vía materna, es primo del exministro de Defensa Antero Flores-Araoz, sobrino del jurista Max Arias-Schreiber Pezet, sobrino nieto del abogado Diómedes Arias Schreiber y del diplomático Ricardo Rivera Schreiber y sobrino bisnieto del primer ministro Germán Schreiber Waddington.
Estudió primaria y secundaria en el Colegio de La Inmaculada y luego ingresó a la Escuela Naval, con el grado de alférez retirándose con el de vicealmirante, en el 2004.
Se graduó de bachiller en Ciencias marítimo navales en la Escuela Naval, en 1969, e hizo un curso de Desarrollo y Defensa Nacional en el Centro de Altos Estudios, en 1995. Realizó un curso de Estadística y toma de decisiones en la Universidad ESAN, en 1986, un Programa en Gestión en la Universidad del Pacífico, en 1997, y un diplomado en Alta gerencia en la Pontificia Universidad Católica del Perú.

## Carrera militar
Desempeñó funciones en las Unidades Operativas de la Infantería de Marina desde Jefe de Pelotón hasta Comandante de dicha Fuerza en 1998 y 1999.
Cursó estudios en el país y en el extranjero, entre los que destacan: Curso de Desarrollo y Defensa Nacional-CAEN, Curso de Alta Gerencia CENTRUM CATÓLICA.
Curso Básico de Infantería de Marina en Ancón y en Quántico-Virginia-EE. UU.; Curso Avanzado de Ingeniería-Fort Belvoir-Virginia-EE. UU.; Administración de Recursos para la Defensa-Naval Post Graduate School-California-EE. UU.
De 1992 a 1993 fue Agregado Naval en la Embajada de Perú en Argentina.
En 1996 , fue Jefe del Comando Político-Militar del Ucayali.
En 1997, cumplió funciones en el Comando Conjunto de las Fuerzas Armadas.
En 1998 y 1999, fue Comandante de la Fuerza de Infantería de Marina.
En el 2000 fue nombrado como Agregado Naval en la Embajada de Perú en Israel.
En el 2001 se desempeñó como director general de Instrucción de la Marina.
En el 2002 y 2003 fue jefe de Estado Mayor del Comando Conjunto de las Fuerzas Armadas.
En el 2004 fue comandante general de Operaciones del Pacífico y en adición a esa función presidente del Directorio de la Empresa Servicios Industriales de la Marina S.A. (SIMA).
Pasó al retiro con el grado de vicealmirante el 31 de diciembre de 2004 por tiempo cumplido, luego de 40 años de Servicios a la Marina de Guerra del Perú.
En 2007 fue coordinador del plan de Impacto Rápido en la Comisión Nacional para el Desarrollo y Vida sin Drogas (DEVIDA).
En el 2008, fue designado inspector general del Ministerio de Defensa durante la gestión del ministro Ántero Flores Araoz, continuó en dicha función con Rafael Rey Rey y con el abogado Jaime Thorne León, hasta enero de 2011.
Ostenta las siguientes condecoraciones: Orden Cruz Peruana al Mérito Naval en el Grado de Gran Cruz, Gran Almirante Grau en el Grado de Gran Cruz, Orden Militar de Ayacucho en el Grado de Gran Cruz, Comandante Padilla al Mérito Naval en el Grado de Comendador (Colombia), Orden de Mayo al Mérito Naval en el Grado de Comendador (Argentina), Medalla de Honor del Congreso en el Grado de Comendador, Asociación Nacional Pro Marina en el Grado de Comendador.

## Carrera política

### Congresista de la República
Fue elegido Congresista por el departamento de Ucayali para el periodo 2011-2016, como tal formó parte de la comisión que investigó presuntos actos ilícitos del segundo gobierno de Alan García. En junio de 2015 manifestó que no debía dilatarse más allá del 15 de junio, fecha en que concluye la legislatura, la decisión de la Subcomisión de Acusaciones Constitucionales sobre la acusación constitucional contra el expresidente aprista Alan García por el caso “narcoindultos”.
En 2016 logró la reelección por el mismo partido, Durante sus ocho años como Congresista llegó a ser  Vocero de su Bancada además ejerció la Presidencia de la Comisión de Relaciones Exteriores y de la Comisión de Trabajo y Bienestar Social. Integró la Comisión Permanente y el Consejo Directivo del Congreso así como las Comisiones de Defensa Nacional Orden Interno Desarrollo Alternativo y Lucha contra las Drogas, Inteligencia, Presupuesto y Cuenta General de la República, Transportes y Comunicaciones, además integró las dos Comisiones donde ejerció la Presidencia .  Asistió a 3,355 votaciones que representaron el 98% de las realizadas, logró 17 leyes como autor y 60 leyes como coautor. Tras la disolución del Congreso decretado por el presidente Martín Vizcarra su cargo congresal llegó a su fin el 30 de septiembre de 2019. El 1 de octubre, tratando de ingresar al disuelto Congreso, sufrió una agresión por parte de un ciudadano, quien tiró un cono de tránsito en la cabeza. El hecho se viralizó y posteriormente tomó con humor, inclusive por él mismo.
El 3 de noviembre de 2019, tras negársele en internas de Fuerza Popular la oportunidad de una reelección para las elecciones legislativas del 2020 y estando en contra de la forma de tomar decisiones internamente en el Partido Político Fuerza Popular, presentó su renuncia irrevocable al partido fujimorista. Posteriormente el 25 de septiembre del 2020 se inscribió nuevamente en el Partido Político Fuerza Popular, teniendo en cuenta los cambios internos realizados, consolidándose como un Partido de Centro Derecha Popular.

## Controversias

### "Acta de Sujeción"de 1999
El 13 de marzo de 1999, cuando se desempeñaba como Comandante de la Infantería de Marina, el Contralmirante Carlos Tubino Arias Schreiber de la Marina de Guerra del Perú firmó su asistencia en forma compulsiva a la lectura del Acta 005 del Comando Conjunto de las Fuerzas Armadas, al igual que todos los Capitanes de Navío, Contralmirantes, Vicealmirantes, Coroneles y Generales de la Policía Nacional, Ejército y Fuerza Aérea. Estos hechos fueron judicializados, concluyendo el 25 de junio de 2003 con una sentencia emitida por el Cuarto Juzgado Penal Anticorrupción, quienes condenaron a cuatro años de prisión y un millón de soles de reparación civil a Vladimiro Montesinos y a la cúpula militar por delito de violencia contra funcionarios públicos en modalidad agravada.
El 8 de julio de 2004 la Tercera Sala Penal de la  Corte Suprema les aumentó la pena a seis años  porque todos los firmantes fueron obligados a firmar bajo la amenaza indirecta o deducida de comprometer seriamente sus respectivas carreras. Los firmantes fueron agraviados, lo ratifica la sentencia, de ninguna manera afectaron su honor y deberes militares. Para dañar a las Fuerzas Armadas a éste documento se le llamó "Acta de sujeción" la cual pretendía garantizar la impunidad de los jefes militares del régimen dictatorial de Alberto Fujimori y Vladimiro Montesinos frente a los procesos judiciales por casos de violaciones de los derechos humanos. Dicho documento comprometía a sus suscriptores a defender la Ley de Amnistía que Fujimori promulgó el 16 de junio de 1995, con el propósito de excarcelar a los oficiales y agentes del Destacamento Colina que perpetraron los crímenes de Barrios Altos y La Cantuta y otros hechos de sangre, y que alcanzaba también al expresidente y a Montesinos.

## Reconocimientos
- Orden de Mayo al Mérito Naval en el Grado de Comendador (1993)- Argentina
- Comandante Padilla al Mérito Naval en el Grado de Comendador (2002)- Colombia
- Orden Militar de Ayacucho en el Grado de Gran Cruz (2002)
- Orden Cruz Peruana al Mérito Naval en el Grado de Gran Cruz (2003)
- Gran Almirante Grau en el Grado de Gran Cruz (2003)
- Medalla de Honor del Congreso en el Grado de Comendador (2005)